# Blåvit elminia
Blåvit elminia (Elminia albicauda) är en afrikansk fågel i familjen feflugsnappare inom ordningen tättingar.

## Utseende och läten
Blåvit elminia är en liten (14 cm), slank och blåfärgad flugsnapparlik fågel med kort tofs och lång, avsmalnad stjärt. Den liknar nära släktingen blå elminia, men har vita yttre stjärtpennor och ett blekare bröst som tydligare kontrasterar med mörkare mantel. Ungfågeln är mörkare och gråare, men än kortare tofs. Sången är en ljus, oregelbunden ramsa medan de vanligaste kontaktlätena är högfrekventa "chit chit" och "treeet".

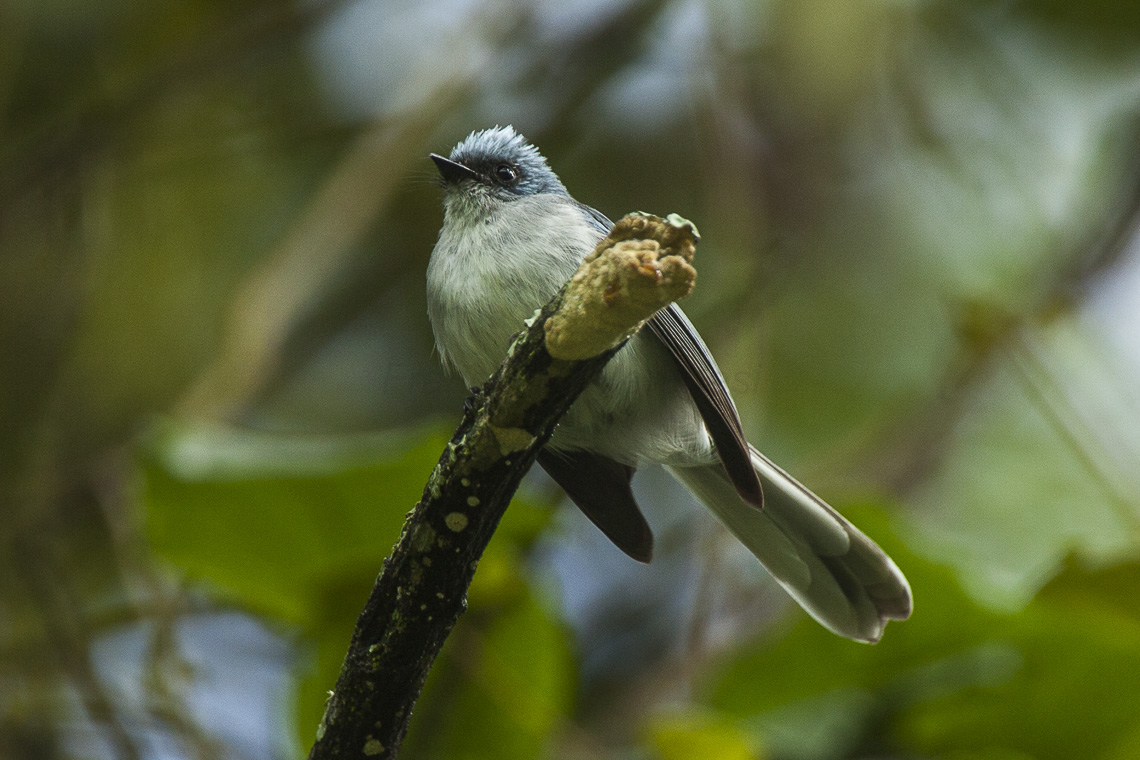

## Utbredning och systematik
Blåvit elminia förekommer från Angola till sydvästra Uganda, Tanzania och norra Moçambique. Fågeln behandlas som monotypisk, det vill säga att den inte delas in i några underarter. Den är systerart till blå elminia (E. longicauda).

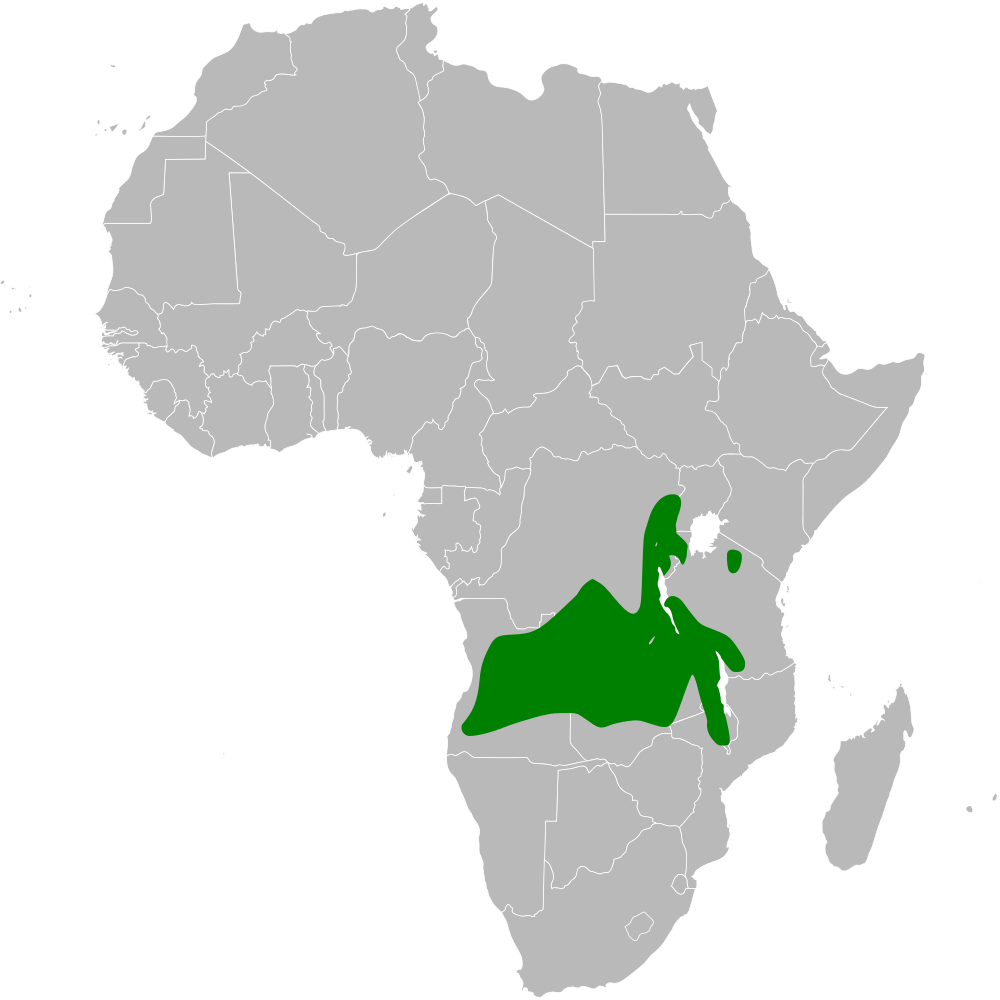
Fågelns utbredningsområde.

### Familjetillhörighet
Tidigare behandlades elminior som medlemmar av familjen monarker (Monarchidae). DNA-studier har dock förvånande nog visat att de är nära släkt med en handfull andra både afrikanska och asiatiska flugsnapparliknande arter som tidigare haft sin hemvist i helt andra familjer. Numera lyfts de ut till en egen familj, feflugsnappare (Stenostiridae).

## Levnadssätt
Blåvit elminia hittas i flodnära och välutvecklade miomboskogar och närliggande buskmarker. Den ses vanligen i par men ansluter också ofta i artblandade flockar. Födan består av små ryggradslösa djur, bland annat flugor, termiter, myror och skalbaggar. Fågeln häckar i januari och augusti–september i Uganda, september och november i Zambia, oktober–december i Malawi samt oktober–december i Demokratiska republiken Kongo.

## Status och hot
Arten har ett stort utbredningsområde och en stor population med stabil utveckling och tros inte vara utsatt för något substantiellt hot. Utifrån dessa kriterier kategoriserar internationella naturvårdsunionen IUCN arten som livskraftig (LC). Världspopulationen har inte uppskattats men den beskrivs som ovanlig till frekvent förekommande.

## Namn
Det vetenskapliga tillika svenska släktesnamnet kommer av St Georges d’Elmina, en hamn i Nederländska Guldkusten, idag Ghana. På svenska har den även kallats vitstjärtad elminia.